# Tiểu Thú Lâm Vương
Tiểu Thú Lâm Vương (mất 384, trị vì 371–384) là vị quốc vương thứ 17 của Cao Câu Ly, vương quốc cực bắc trong Tam Quốc Triều Tiên. Ông là vương tử của Cố Quốc Nguyên Vương.

## Bối cảnh lên ngôi
Có tên húy là Cao Khâu Phu, Tiểu Thú Lâm Vương là con trai cả và là người kế vị Cố Quốc Nguyên Vương. Ông đã từng giúp đỡ cha trong việc trị vì vương quốc và tăng cường quyền lực vương tộc, vốn đã bị suy yếu nghiêm trọng sau khi bị Hậu Yên sỉ nhục, (đào mộ của Mỹ Xuyên Vương. Cao Khâu Phu trở thành thế tử vào năm 355.

## Trị vì
Ông lên ngôi vùa năm 371 sau khi cha là Cố Quốc Nguyên Vương bị giết trong cuộc tấn công thành Bình Nhưỡng của quốc vương Bách Tế là Cận Tiếu Cổ Vương.
Ông được coi là đã tăng cường sự tập trung quyền lực tại Cao Câu Ly, bằng cách lập nên thể chế tôn giáo quốc gia để đánh bại các tư tưởng bè phái bộ tộc cũ. Năm 372, ông tiếp nhận Phật giáo thông qua các sư tăng đến từ Tiền Tần và xây chùa làm nơi ở cho họ.
Cũng vào năm 372, ông cho thành lập Thái Học (태학, 太學, Taehak), một thể chế Nho giáo để giáo dục cho trẻ em quý tộc. Năm 373, ông cho ban hành một bộ luật gọi là Luật Lệnh (율령, 律令), hệ thống hóa ở cấp trung ương với các tục lệ địa phương và đóng vai trò như hiến pháp quốc gia.
Năm 374, 375, và 376, ông cho quân tiến công Bách Tế ở phía nam, và 378 bị người Khiết Đan tấn công từ phía bắc. Ông mất năm 384 và được táng tại Tiếu Thú Lâm (Sosurim), một khu rừng tại Câo Câu Ly, người em là Cao Y Liên kế vị.

## Di sản
Hầu hết thời gian trị vì và cuộc đời của Tiểu Thú Lâm Vương là dành cho việc giữ cho Cao Câu Ly nằm dưới quyền kiểm soát và cũng là để giúp tăng cường quyền lực vương tộc. Mặc dù ông đã không thể trả thù cho cái chết của cha và cũng là quốc vương tiền vị tức Cố Quốc Nguyên Vương, song ông đã đóng một vai trò chính trong việc thiết lập nên cơ sở cho các cuộc chinh phục vĩ đại của cháu trai và là người trị vì Cao Câu Ly sau này là Quảng Khai Thổ Thái Vương.